# 수메르 창조신화
수메르 창조신화, 또는 에리두 창세기은 수메르의 창조신화이다. 가장 오래된 기록은 1893년 펜실베이니아 대학교 탐험대에 의해 니푸르에서 발굴된 석판 단편인데, 발견 후 약 20년이 지난 1912년 아르노 포벨에 의해 처음으로 인식되었다. 이 단편은 수메르어로 기록되어 있으며 시대는 기원전 1600년경으로 거슬러 올라간다. 이 시기의 다른 수메르의 창조 신화들은 바튼 실린더, 양과 곡물 사이의 논쟁, 겨울과 여름 사이의 논쟁으로도 불린다. 이들 역시 니푸르에서 처음 발견되었다.

## 홍수
수메르 창조신화는 누락된 부분이 있는데, 그 부분의 앞에서 신들은 인류를 멸망시키기 위해 홍수를 보내기로 결정했다. 바빌로니아의 에아에 해당하는 저승 바다의 신 엔키는 슈루팍의 통치자인 지우수드라에게 큰 배를 만들라고 경고한다. 그 뒤의 내용이 누락되었다. 신화는 홍수를 설명하는 부분에서 다시 시작된다. 끔찍한 폭풍이 7일 밤낮으로 맹위를 떨쳤으며. "그 거대한 배는 거대한 물 위에서 이리저리 흔들렸다"라고 전한다. 그때 우투(태양)가 나타나 지우스드라가 창문을 열고 몸을 굽히며 황소와 양을 제물로 바친다. 다시 누락된 부분이 나오고, 그 뒤에 홍수가 끝난 후의 일이 묘사된다. 지우스드라는 아누(하늘)와 엔릴(공기) 앞에 엎드리는데, 엔릴은 그에게 동물과 인류의 씨앗을 보존한 공로로 "영원의 숨결"을 준다. 이후의 내용은 모두 실전되었다.
지우수드라 서사시는 여기에 다른 판본에서는 볼 수 없는 258-261행의 내용을 추가한다. 여기서는 홍수 사건 이후 "지우수드라 왕 ... 그들은 해가 뜨는 딜문 나라 땅에 살게 되었다."라는 기록이 나타난다. 이 판본에서 지우수드라의 배는 강의 상류나 산 위로 올라가는 다른 판본들과는 달리 유프라테스강을 따라 페르시아만으로 떠내려간다. 길가메시 홍수 신화의 140행에 있는 수메르 문자 '쿠르'는 아카드어로 "산"을 의미하는 것으로 해석되었지만, 수메르어로는 "산"을 의미할 뿐만 아니라 "땅", 특히 "저승"을 의미한다.
일부 현대 학자들은 수메르의 홍수 이야기가 기원전 2900년경으로 추정되는 강 퇴적층에 의해 밝혀진 바와 같이 슈루팍(오늘날 이라크 텔 파라)이나 키시 등 북쪽의 다양한 도시에서 일어난 국지적인 강 범람 사건을 묘사하는 것이라고 본다. 이 슈루팍 홍수 지층 바로 아래에서 젬데트 나스르 시기(기원전 3000년경~2900년)의 다색 토기도 발견되어 그 이전의 유적에 대한 흔적을 보여주었다. 고대 왕조 시대의 지배자들 중 고고학적 발굴이나 비문 등에 의해 역사적으로 입증된 사람은 없지만, 수메르인들은 대홍수 이전의 신화 시대에 고대 왕조가 있었다고 전한다.
크레이머가 기원전 2600년으로 연대를 추정한 수메르어 문서인 《슈루팍의 교훈》은 지우스드라 이야기를 싣고 있는 후대의 문서다. 크레이머는 지우수드라가 기원전 3천년 경에 "문학 전승 속에서 존경받는 인물"이 되었다고 말했다. 이 새뮤얼 첸은 지우수드라에 대한 최초의 기록은 구 바빌로니아 시기로 거슬러 올라갈 수 있다고 보았다.

## 기록
수메르 창조신화의 지우수드라의 이야기는 다음의 이야기에서도 나타난다.
- 위에 언급된 수메르 홍수신화 문서.
- 길가메시 서사시에서 그의 불멸에 대한 언급.[9]
- 초기대 지도자들의 불멸성에 대한 언급.[10]
- 바빌론의 역사에 대한 기록을 남긴 헬레니즘 역사학자 베로수스의 기록에서 시스트로스(Ξίσουθρος)의 이야기
- 일부 수메르 왕 목록. 여기서는 지우수드라 이전에 슈루팍을 다스렸던 왕들의 이름도 전한다.[11]

## 같이 보기
- 창조 신화
- 에누마 엘리시
- 길가메시 서사시
- 메소포타미아 신화